# 헤디에 테라니
헤디에 테라니(페르시아어: هديه تهرانی, 영어: Hedieh Tehrani, 1972년 6월 25일 ~ )는 이란의 배우이다. 파즈르 국제 영화제 크리스털 시무르그 여우주연상 2회(1999, 2006) 수상자이다.